# Cantón de Vertus
El cantón de Vertus era una división administrativa francesa, que estaba situada en el departamento de Marne y la región de Champaña-Ardenas.

## Composición
El cantón estaba formado por veintidós comunas:
- Bergères-lès-Vertus
- Chaintrix-Bierges
- Clamanges
- Écury-le-Repos
- Étréchy
- Germinon
- Givry-lès-Loisy
- Loisy-en-Brie
- Pierre-Morains
- Pocancy
- Rouffy
- Saint-Mard-lès-Rouffy
- Soulières
- Trécon
- Val-des-Marais
- Vélye
- Vert-Toulon
- Vertus
- Villeneuve-Renneville-Chevigny
- Villeseneux
- Voipreux
- Vouzy

## Supresión del cantón de Vertus
En aplicación del Decreto n.º 2014-208 de 21 de febrero de 2014, el cantón de Vertus fue suprimido el 22 de marzo de 2015 y sus 22 comunas pasaron a formar parte del nuevo cantón de Vertus-Llanura de Champaña.